# Robert Gsell

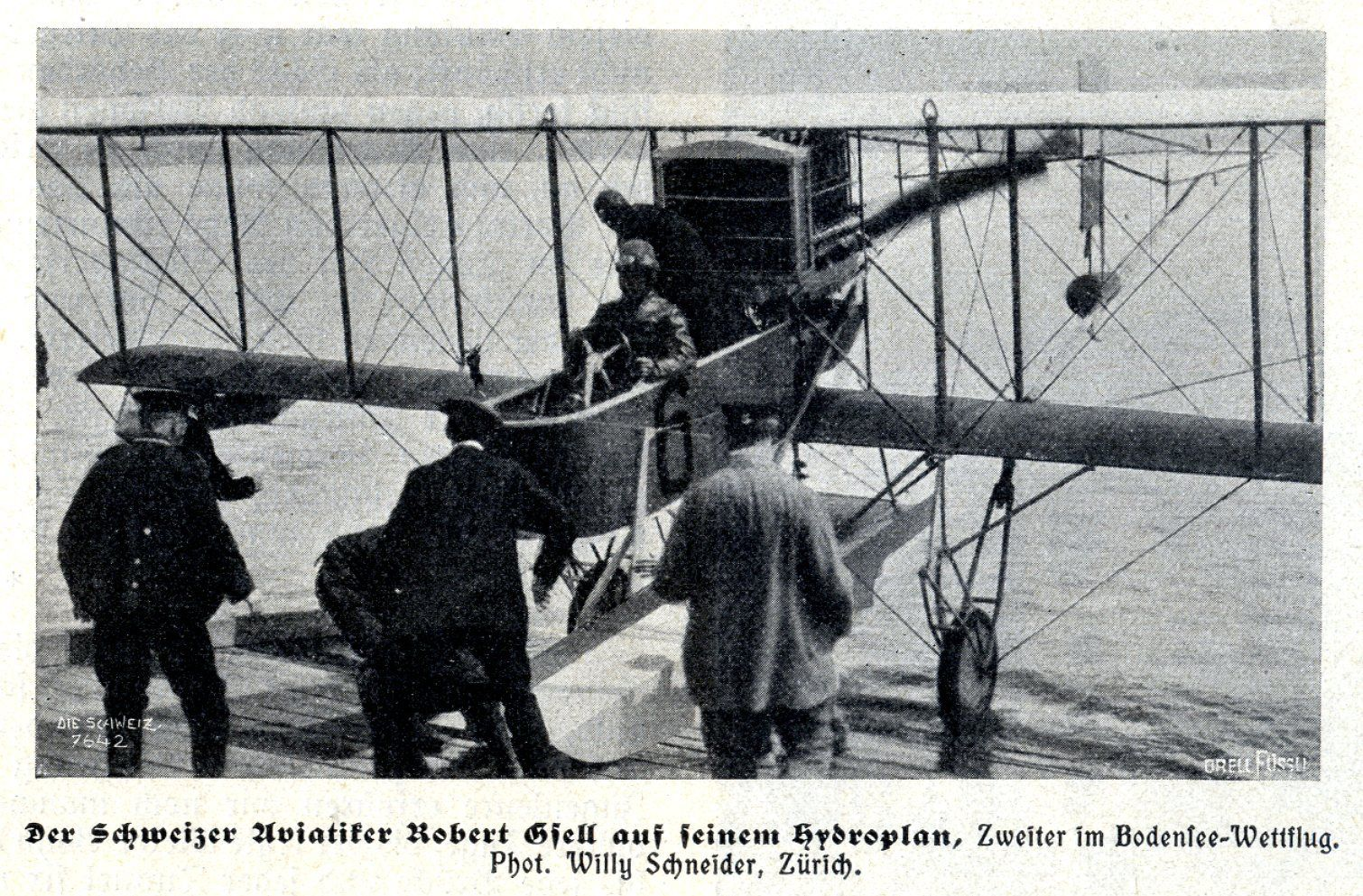
Robert Gsell auf einem Wasserflugzeug der Flugzeugbau Friedrichshafen GmbH (1913)

Robert Gsell (* 20. Dezember 1889 in St. Gallen; † 15. März 1946 in Bern) war ein Schweizer Luftfahrtpionier.

## Biografie
Während seines Chemiestudiums an der ETH Zürich 1910 begann Gsell sich für die Fliegerei zu interessieren. Ohne Zustimmung seiner Eltern ging er nach Frankreich zu Louis Blériot und erwarb in Pau am 30. Mai 1911 die Internationale Fluglizenz. 
Wieder in Deutschland, wurde Gsell für Hermann Dorner als Einflieger und Fluglehrer tätig.
Zwischenzeitlich betätigte sich der junge Schweizer auch als Ballonführer des Königlich sächsischen Vereins für Luftfahrt. 
Zum Sommersemester 1912 schrieb Gsell sich zum Maschinenbaustudium an der Technischen Hochschule Aachen ein. Gleichzeitig machte ihm der dort tätige Professor Reissner das Angebot, dessen gerade entstehendes Flugzeug einzufliegen.  Als Besonderheit hatte das von der Fachwelt bald als Reissner Ente bezeichnete Fluggerät anstelle der üblichen Stoffbespannung das von Hugo Junkers gelieferte Leichtmetall-Wellblech als tragende Fläche. Der ungewöhnliche Eindecker besaß einen hinten liegenden Tragflügel und vorn das an einem Ausleger befestigte Leitwerk, hinter dem Piloten war ein 70-PS-Argus-Motor mit Druckschraube eingebaut. Den Erstflug absolvierte Robert Gsell auf dem Exerzierplatz Aachen-Brand am 1. Juni 1912. Nach mehreren Testflügen, die gelegentlich auch mit kleineren Brüchen endeten, stürzte Gsells Nachfolger Lucien Hild am 27. Januar 1913 ab und erlitt dabei tödliche Verletzungen. Trotz des Rückschlags wurde das Flugzeug wieder aufgebaut und die weitere Erprobung auf den Flugplatz Johannisthal verlegt. Gsell war inzwischen wieder für Hermann Dorner als Chefeinflieger tätig. Reissners Ente war am 3. August 1912 wieder flugbereit und Gsell setzte die Erprobungsflüge fort. Sein guter Ruf als Einflieger bewog Prinz Sigismund von Preußen, Gsell auch zu Testflügen des von ihm entworfenen Eindeckers zu gewinnen, die er trotz eines unverschuldeten Bruchs erfolgreich abschließen konnte. Robert Gsell war somit gleichzeitig Testpilot bei drei verschiedenen Projekten. Nach Abschluss der Johannisthaler Projekte begann er am 1. November 1912 bei der Flugzeugbau Friedrichshafen GmbH als Testflieger zu arbeiten. Mit einer Friedrichshafen FF-1 und drei Fluggästen stellte er am 2. September 1913 einen Dauerflugrekord über drei Stunden und 11 Minuten auf. Er nahm an zahlreichen luftsportlichen Veranstaltungen teil, so u. a. am Bodensee-Wasserflugwettbewerb 1913, bei dem er den zweiten Platz belegte.
Er ging dann an die Deutsche Versuchsanstalt für Luftfahrt, wo er die Abteilung für Luftfahrtinstrumente leitete. In dieser Funktion nahm er 1919 an einem Höhenrekordflug an Bord einer Junkers F 13 teil.
1927 wurde er an die ETH Zürich als Lehrbeauftragter für Flugwesen berufen, ab 1939 war er dort Titularprofessor bis zu seinem Tod 1946. Zusätzlich war er Oberexperte des schweizerischen eidgenössischen Luftamtes.